# Дом заключения
Дом заключения (домзак) — один из основных видов мест лишения свободы на территории РСФСР в 1925—29 гг. Создавались на основе арестных домов. В д.з. содержались подследственные заключенные; осужденные на срок не более 6 мес.; приговоренные к лишению свободы, приговор которых не вступил в законную силу.
Режим в д.з. не отличался от режима переходных исправительно-трудовых домов. После реорганизации мест лишения свободы в 1929-30 гг. д.з. вошли в единую сеть мест заключения наряду с исправительно-трудовыми лагерями и исправительными колониями. В соответствии с этой реорганизацией появились д.з. двух видов: 
1. Для осужденных. Содержались срочные осужденные, которые по тем или иным причинам не могли быть отправлены в лагеря или колонии.
2. Для следственных и пересыльных заключенных. Содержались лица под следствием или осужденные, приговор которых не вступил в законную силу. Кроме того, сюда временно помещались лица, переводившиеся из одного места заключения в другое. В 1933 г. д.з. переименованы в тюрьмы.